# ブンニャン・ウォーラチット
ブンニャン・ウォーラチット（ラーオ語: ບຸນຍັງ ວໍລະຈິດ / Bounnyang Vorachit, 1937年8月15日 - ）は、ラオスの政治家。第6代国家主席、第4代首相、第4代国家副主席、ラオス人民革命党中央委員会書記長（最高指導者の役職）を歴任。

## 経歴
南部のサワンナケート県タパントーン郡に生まれる。1952年から革命運動に参加し、左派軍事勢力パテート・ラーオに入隊。1975年12月2日にラオス人民民主共和国が建国されると、ブンニャンは国軍となったラオス人民軍（建国当初はラオス人民解放軍）で勤務し、その後、大佐まで昇進する。
ベトナムに留学してハノイ大学で経済学の学位を習得し、さらにホー・チ・ミン国家政治学院を卒業したブンニャンは、帰国後、政界に転進する。1982年4月、第3回党大会で党中央委員に選出され、同年、故郷のサワンナケート県の知事に就任する。1986年11月の第4回党大会では中央委員に再選され、党内序列第15位まで昇進。1991年3月の第5回党大会でも中央委員に再選され、序列第14位となった。1993年、ヴィエンチャン特別市市長に就任。

### 政治局員
1992年に党議長となったカムタイ・シーパンドーンは自身の基盤である軍部を重用し、軍出身者を中心に党政治局を形成していった。ブンニャンは大佐止まりであったが、1996年3月の第6回党大会で党政治局員に昇格し、序列第7位となる。同年、副首相に就任。1999年からは財務大臣を兼任し、通貨安やインフレーションの収拾に貢献して実績を挙げた。
2001年3月の第7回党大会で政治局員に再選され、党内序列第6位に進んだブンニャンは、3月27日、首相に就任した。ブンニャンの首相在任中、ラオスは企業活動、宗教、移動の自由など、いくばくかの制度の自由化が進んだ。
2006年3月の第8回党大会では世代交代が図られ、革命第一世代のカムタイ・シーパンドーンが党議長を退任し、後任の最高指導者として第二世代のチュンマリー・サイニャソーンが党書記長に就任した。ブンニャンは政治局員に再選されて序列第4位に位置づけられたものの、同年6月8日の国民議会第6期第1回会議で首相を第三世代のブアソーン・ブッパーヴァンに譲り、国家副主席に転任した。

### 書記局員
2011年3月の第9回党大会で政治局員に再選、書記局常任に選出され、序列第3位となる。同年6月15日の国民議会第7期第1回会議で国家副主席に再選された。

### 党書記長
2016年1月の第10回党大会で政治局序列1位、書記局序列1位となり党書記長（最高指導者の役職）に就任した、チュンマリーから最高指導者の地位を継承した。同年4月20日、第8期国民議会第1回会議においてチュンマリーの後任として、国家主席に選出された。
2021年1月の第11回党大会では党書記長職を、同年3月22日の第9期国民議会初回会合では国家主席の座をトーンルン・シースリット首相に譲った。